# Aubrey Thomas de Vere

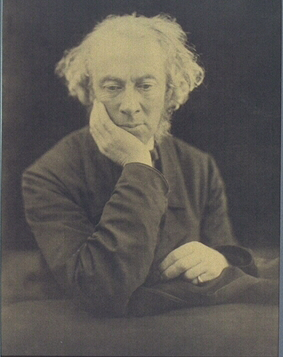
Aubrey de Vere

Aubrey Thomas de Vere (Adare, County Limerick, 10 januari 1814 - Dublin?, 20 januari 1902) was een Iers dichter en criticus.
Hij werd geboren in Adare, Limerick als derde zoon van Aubrey de Vere Hunt (1788-1846). In 1832 liet zijn vader de laatste naam vervallen. Sir Aubrey was zelf ook dichter.  
Aubrey Thomas de Vere studeerde aan het Trinity College in Dublin. Op 28-jarige leeftijd publiceerde hij The Waldenses, een jaar later gevolgd door The Search after Proserpine. Vanaf dat moment hield hij zich tot zijn dood in 1902 bezig met poëzie en literaire en politieke essays. 
Als jonge dichter werd hij sterk beïnvloed door de Engelse romantische dichters William Wordsworth en Samuel Taylor Coleridge. Hij bracht lange tijd door in Engeland, waar hij bevriend raakte met Alfred Tennyson en Robert Browning. Zijn hart lag echter in Ierland. In 1851 werd hij rooms-katholiek.
Zijn bekendste poëtische werk omvat The Sisters (1861), Inisfail, A Lyrical Chronical of Ireland (1862), The Infant Bridal (1864), Irish Odes (1869), Legends of St Patrick (1872), Legends of the Saxon Saints (1879). 

Zijn prozawerken bestonden uit Essays chiefly on Poetry (1887) en Essays chiefly Literary and Ethical (1889). Verder produceerde hij een boek met reisschetsen en twee toneelstukken in versvorm: Alexander the Great (1874)  en St Thomas of Canterbury (1876).
- Bibliothèque nationale de France: cb106250762 (data)
- CiNii: DA12445616
- Gemeinsame Normdatei: 138751374
- International Standard Name Identifier: 0000 0000 8097 9343
- Library of Congress Control Number: n83021547
- Nationale Bibliotheek van Letland: 000134900
- MusicBrainz: 705362bd-95e2-4888-8e2b-44f9d547d097
- Nationale bibliotheek van Australië: 35034341
- Nationale Bibliotheek van Israël: 987007275179205171
- Nederlandse Thesaurus van Auteursnamen: 073663441
- Réseau des bibliothèques de Suisse occidentale: 02-A000048626
- SNAC: w6668r0w
- Système universitaire de documentation: 146684974
- Trove: 806832
- Virtual International Authority File: 18590130
- WorldCat: E39PBJwmYtTcJwPW6WR9jT4yVC